# 维埃纳河畔圣布里斯
維埃納河畔圣布里斯（法語：Saint-Brice-sur-Vienne，法語發音：[sɛ̃ bʁis syʁ vjɛn]）是法国新阿基坦大区上维埃纳省的一个市镇，位于该省西南部，属于罗什舒阿尔区。

## 地理
维埃纳河畔圣布里斯（45°52'47"N, 0°57'11"E）面积20.85 平方千米，位于法国新阿基坦大区上维埃纳省，该省份为法国中西部省份，北起顺时针与安德尔省、克勒兹省、科雷兹省、多爾多涅省、夏朗德省和维埃纳省接壤。
与维埃纳河畔圣布里斯接壤的市镇（或旧市镇、城区）包括：布里格伊、科尼亚克拉福雷、雅韦尔达、格拉讷河畔奥拉杜尔、圣瑞尼安、圣马丹德瑞萨克、圣维克蒂尼安。

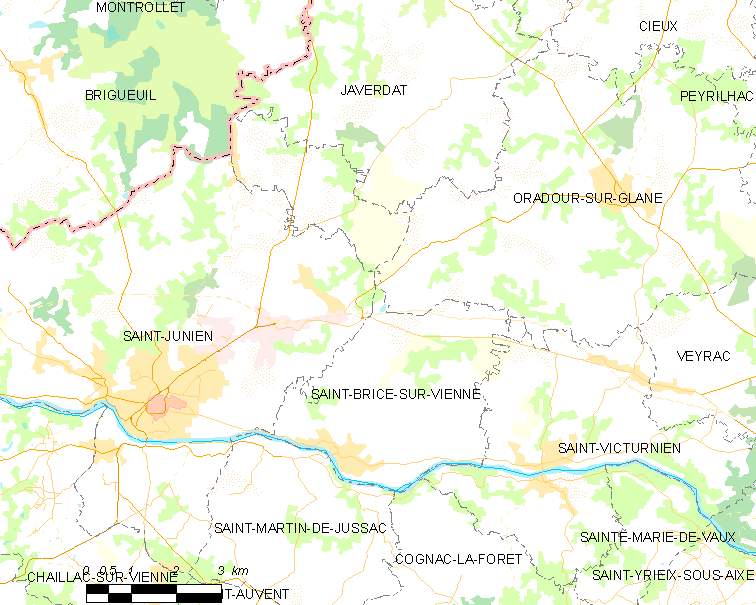
维埃纳河畔圣布里斯的OSM定位图

维埃纳河畔圣布里斯的时区为UTC+01:00、UTC+02:00（夏令时）。

## 行政
维埃纳河畔圣布里斯的邮政编码为87200，INSEE市镇编码为87140。

## 政治
维埃纳河畔圣布里斯所属的省级选区为圣瑞尼安县。

## 人口

1962-2008年间维埃纳河畔圣布里斯人口变化图示

维埃纳河畔圣布里斯于2022年1月1日时的人口数量为1651人。